# Galium lilloi
Galium lilloi là một loài thực vật có hoa trong họ Thiến thảo. Loài này được Hicken mô tả khoa học đầu tiên năm 1924.